# Immolation
Immolation er et amerikansk dødsmetal-band dannet i 1986 af bassisten og vokalisten Andrew Sakowicz og trommeslageren Dave Wilkinson i Yonkers, New York under navnet Rigor Mortis. Med dette navn indspillede de deres første demo i 1988, hvorefter de i maj ændrede deres navn til Immolation.
Immolations musikstil er baseret på riffs, skrevet i dissonante harmoniske mønstre, ofte bestående af to duellerende guitarer, lagt over komplekse rytme og trommemønstrer. Trommedelen er ofte skrevet til at følge guitarerne, hvilket er meget usædvanligt i dødsmetal. Immolation og bandet Suffocation hjalp med at skaffe New Yok dødsmetal-scenen opmærksomhed i undergrunden. 

## Diskografi
- 1991: Dawn of Possession
- 1995: Stepping on Angels... Before Dawn
- 1996: Here in After
- 1999: Failures for Gods
- 2000: Close to a World Below
- 2002: Unholy Cult
- 2004: Bringing Down the World (dvd)
- 2005: Harnessing Ruin
- 2007: Hope and Horror (Ep + dvd)
- 2007: Shadows in the Light
- 2010: Majesty and decay
- 2013: Kingdom of Conspiracy

## Medlemmer

### Nuværende medlemmer
- Ross Dolan – Bas, vokal
- Bill Taylor – Guitar
- Robert Vigna – Guitar
- Steve Shalaty – Trommer

### Tidligere medlemmer
Guitarer
- John McEntee
- Thomas Wilkinson

Trommer
- Neal Boback
- Craig Smilowski
- Alex Hernandez